# Édgar Barreto
Édgar Osvaldo Barreto Cáceres (n. 15 iulie 1984, Asunción, Paraguay) este un fost jucător de fotbal paraguayan. A evoluat o mare parte a carierei sale în Serie A la echipe precum Sampdoria, Atalanta sau Palermo și pentru Echipa națională de fotbal a Paraguayului.

## Carieră
Barreto a fost unul dintre jucătorii care au menținut Reggina în Serie A la finalul sezonului 2007-08, câștigându-și reputația de marcator de la distanță.
În vara 2009, când Reggina a retrogradat în Serie B, a fost vândut la Atalanta cu 4,5 milioane de €.